# Space-Society-Economy
Space-Society-Economy – czasopismo naukowe Instytutu Zagospodarowania Środowiska i Polityki Przestrzennej Uniwersytetu Łódzkiego, z zakresu geografii społeczno-ekonomicznej, gospodarki przestrzennej i planowania przestrzennego, wydawane przez Wydawnictwo Uniwersytetu Łódzkiego.

## O czasopiśmie
Space-Society-Economy to rocznik naukowy z zakresu geografii społeczno-ekonomicznej, gospodarki przestrzennej i planowania przestrzennego, w którym publikowane są artykuły obejmujące szerokie spektrum badań relacji między przestrzenią, społeczeństwem i gospodarką o zasięgu przede wszystkim lokalnym, ale także regionalnym, krajowym oraz międzynarodowym. Czasopismo ukazuje się od 1991, początkowo pod nazwą Studia i Materiały. Abstracts of Papers for the Conference, w którym publikowane były wyniki badań z różnych dziedzin nauki oraz opracowania praktyków, prezentowane na konferencjach organizowanych przez Katedrę Gospodarki Przestrzennej i Planowania Przestrzennego (w latach 2013-2015 przez Katedrę Studiów Ludnościowych i Badań nad Usługami). Od 2016 czasopismo jest wydawane przez Instytut Zagospodarowania Środowiska i Polityki Przestrzennej UŁ. Artykuły publikowane są w języku polskim i angielskim. Recenzja tekstów prowadzona jest zgodnie z modelem double blind review. Każdy artykuł sprawdzany jest przez przynajmniej dwóch recenzentów. Wszystkie artykuły dostępne są w Otwartym Dostępie (Open Access) na licencji CC BY-NC-ND.

## Rada Programowa
Christopher Cusack, Keene State College, USA
Mariusz Czupich, Uniwersytet Mikołaja Kopernika w Toruniu, Polska
Rafał Graczyk, Politechnika Poznańska, Polska
Barbara Konecka-Szydłowska, Uniwersytet Adama Mickiewicza w Poznaniu, Polska
Agnieszka Kwiatek-Sołtys, Uniwersytet Pedagogiczny w Krakowie, Polska
Fatima Loureiro de Matos, University of Porto, Portugal
Maryana Melnyk, Institute of Regional Research, National Academy of Science, Ukraine
Angelika Münter, Research Institute for Regional and Urban Development in Dortmund, Germany
Gábor Pirisi, Universtity of Pécs, Hungary
Robert Szmytkie, Uniwersytet Wrocławski, Polska
Weiyang Zhang, East China Normal University, China
Elżbieta Zuzańska-Żysko, Uniwersytet Śląski w Katowicach, Polska

## Redakcja
- Bartosz Bartosiewicz, red. naczelny
- Agnieszka Rochmińska, ed. tematyczny
- Lidia Groeger, red. tematyczny
- Stanisław Mordwa, red. tematyczny

## Bazy
- BazEkon
- BazHum
- CEEOL
- CEJSH
- ERIH PLUS
- MIAR
- SHERPA ROMEO